# Microvalgus nagaii
Microvalgus nagaii är en skalbaggsart som beskrevs av Franz Antoine 1993. Microvalgus nagaii ingår i släktet Microvalgus och familjen Cetoniidae. Inga underarter finns listade i Catalogue of Life.